# Cloak & Dagger (1.ª temporada)
A primeira temporada da série de televisão a cabo norte-americana Cloak & Dagger, baseada nos personagens homônimos da Marvel Comics, mostra os adolescentes Tandy Bowen / Adaga e Tyrone Johnson / Manto descobrindo seus poderes e aprendendo que eles funcionam melhor juntos. É situada no Universo Cinematográfico Marvel, compartilhando continuidade com os filmes e outras séries de televisão da franquia, e é produzida pela ABC Signature Studios, Marvel Television e Wandering Rocks Productions, com o criador Joe Pokaski servindo como showrunner.
Olivia Holt e Aubrey Joseph estrelam como Bowen e Johnson, com Gloria Reuben, Andrea Roth, J.D. Evermore, Miles Mussenden, Carl Lundstedt, Emma Lahana e Jaime Zevallos também estrelando. Cloak & Dagger recebeu uma ordem de produção em abril de 2016, e Pokaski se juntou à série como showrunner em agosto daquele ano. Holt e Joseph foram escalados em janeiro de 2017. As filmagens da temporada aconteceram de fevereiro a novembro de 2017 em Nova Orleães, uma mudança de cenário para os personagens dos quadrinhos no qual eles moram em Nova York. Para a primeira temporada, Pokaski queria começar a desenvolver a relação entre os personagens principais para que eles se tornassem melhores amigos em primeiro lugar, em vez de pular imediatamente para eles tendo um relacionamento romântico como nos quadrinhos.
A temporada, que possui 10 episódios, foi exibida pela Freeform de 7 de junho a 2 de agosto de 2018. A temporada foi elogiada pelas interações entre Holt e Joseph, o uso do cenário de Nova Orleães e a história, mas foi criticada pelo ritmo. A série foi renovada para uma segunda temporada em 20 de julho de 2018.

## Episódios
| N.º na série | N.º na temp. | Título                                          | Dirigido por          | Escrito por                                                               | Exibição original   | Audiência (milhões) |
| --- | ------------ | ----------------------------------------------- | --------------------- | ------------------------------------------------------------------------- | ------------------- | ------------------- |
| 1 | 1            | "First Light" "(A Primeira Luz)" (BR)           | Gina Prince-Bythewood | Joe Pokaski                                                               | 7 de junho de 2018  | 0.919               |
| Uma pequena Tandy Bowen é pega do balé por seu pai Nathan. Enquanto isso, um pequeno Tyrone Johnson é dissuadido de roubar um rádio de carro por seu irmão Billy, só para eles serem perseguidos pelo policial Connors. A plataforma da Roxxon Gulf ao largo da costa de Nova Orleães explode, fazendo com que Nathan e Tandy colidam no oceano, onde Nathan morre e fazendo com que Connors atire em Billy. Billy também cai no oceano, e Tyrone salta para resgatá-lo. Tandy e Tyrone são ambos afetados por uma força de energia da plataforma. Oito anos depois, Tandy ganha dinheiro roubando pessoas ricas e evita sua mãe Melissa, cujo novo namorado, o advogado Greg, está trabalhando em um caso contra a Roxxon. Em uma festa, Tandy e Tyrone se encontram e percebem que estavam juntos após a explosão; o encontro ativa os super-poderes em cada um. Tandy mais tarde sofre uma tentativa de estupro por Rick, alguém que ela havia roubado, e acidentalmente apunhala ele com uma adaga de luz. Tyrone descobre que ele pode se teletransportar depois de um encontro com Connors, agora um detetive.                                               |              |                                                 |                       |                                                                           |                     |                     |
| 2 | 2            | "Suicide Sprints" "(Fuga)" (BR)                 | Alex Garcia Lopez     | Joe Pokaski                                                               | 7 de junho de 2018  | 0.750               |
| A detetive Brigid O'Reilly começa a investigar o esfaqueamento de Rick, assustando Tandy a ponto dela tentar sair da cidade. Tyrone fica obcecado em pegar Connors, levando ele a se desleixar na prática de basquete. Ele tenta compensar isso por sugestão do Padre Delgado, mas seus companheiros de equipe o espancam por causa de suas ausências. Quando Tyrone volta para casa, ele pede desculpas a sua mãe Adina por seu comportamento recente e depois de tocá-la, ele vê o maior medo dela: perdê-lo como aconteceu com Billy. Quando Tandy descobre que Melissa pegou seu dinheiro roubado para drogas, ela decide roubar um casamento para conseguir o dinheiro que precisa para fugir. Ela é ajudada por seu namorado Liam, mas fica com medo de seu relacionamento depois de ver a maior esperança dele: se casar com ela. Enquanto els tentam fugir com o dinheiro roubado, O'Reilly prende Liam. Tandy decide não ajudá-lo. Tyrone rouba uma arma de Adina e enfrenta Connors. Como ele está prestes a puxar o gatilho, Tyrone se teleporta involuntariamente para o meio de uma estrada onde Tandy está dirigindo.                                |              |                                                 |                       |                                                                           |                     |                     |
| 3 | 3            | "Stained Glass" "(Vidro Manchado)" (BR)         | Peter Hoar            | História por : Ariella Blejer & Dawn Kamoche Roteiro por : Peter Calloway | 14 de junho de 2018 | 0.548               |
| O'Reilly percebe que Tandy foi responsável por esfaquear Rick depois de deduzir que ele estava tentando estuprá-la. Tandy se esforça para se recuperar da batida depois de continuar dirigindo para evitar Tyrone, e chega em casa encontrando Melissa e Greg antes de O'Reilly chegar procurando por ela. Tandy foge enquanto Melissa e Greg conversam com O'Reilly. Tandy fica inconsciente em um ônibus. Tyrone se encontra com sua colega de classe Evita, que o leva para a sacerdotisa de vodu, a tia Chantelle, para orientação espiritual. Ela o banha em vários encantos e especiarias para induzir um estado de fuga. Tanto Tandy quanto Tyrone experimentam uma visão surreal um do outro, com Tandy tentando impedir Tyrone de se vingar de Connors e Tyrone, impedindo Tandy de fugir de seus problemas. Tandy se encontra com O'Reilly em particular para explicar sua história, mas o corrupto Connors já encerrou o caso. Tyrone decide seguir um relacionamento com Evita. Mais tarde, ele segue Tandy até a igreja abandonada em que ela vive e a confronta sobre a conexão compartilhada deles.                                                 |              |                                                 |                       |                                                                           |                     |                     |
| 4 | 4            | "Call/Response" "(Chamada e Resposta)" (BR)     | Ami Canaan Mann       | Christine Boylan & Marcus J. Guillory                                     | 21 de junho de 2018 | 0.606               |
| Tandy e Tyrone falam sobre suas vidas e problemas pessoais, explicando as visões que viram um do outro. Tyrone decide falsificar um relatório de bicicleta roubado, usando os cortadores de parafusos de seu pai Otis, para se aproximar de Connors; ele acaba fugindo da delegacia com medo. Otis descobre que Tyrone roubou os alicates e, temeroso de que Tyrone se tornasse um criminoso, levou ele para ver o Grande Chefe Roland Duplantier dos Wild Red Hawks, uma tribo de Mardi Gras. Tyrone descobre que Billy estava projetando um manto para a próxima marcha e com a aprovação de Otis ele decide terminá-lo. Tandy descobre que Greg, que já é casado, genuinamente cuida de Melissa e decide ajudá-lo a investigar sobre a Roxxon. No entanto, Melissa termina com Greg e quando Tandy vai vê-lo novamente, ele é assassinado. Tandy tenta cometer suicídio por afogamento, mas muda de ideia e usa seus poderes para sobreviver. Tyrone retorna à delegacia de polícia e procura O'Reilly, enquanto Tandy retorna ao escritório de Greg e pega os arquivos da Roxxon que ele encontrou como evidência para limpar o nome de Nathan.                |              |                                                 |                       |                                                                           |                     |                     |
| 5 | 5            | "Princeton Offense" "(Jogada Ofensiva)" (BR)    | Ry Russo-Young        | Niceole R. Levy & Joe Pokaski                                             | 28 de junho de 2018 | 0.509               |
| O'Reilly concorda em investigar Connors enquanto Tyrone ficar longe. Em vez disso, ele se encontra com o amigo de Billy, Duane Porter, esperando saber algo que possa ajudar. Tandy se torna estagiária na Roxxon Gulf para se aproximar dos executivos e vê que muitos deles desejam derrubar seu CEO. Tyrone joga em um torneio de basquete, mas durante o intervalo ele acidentalmente se teletransporta para uma festa de gala da Roxxon que Tandy está participando. Juntos, eles descobrem que o CEO da Roxxon, Peter Scarborough, foi responsável por difamar Nathan. Tyrone se teleporta de volta a tempo para o jogo ser retomado. Enquanto Tyrone joga, ele vê os medos dos jogadores adversários e acaba abrindo mão da vitória. Tandy conhece Scarborough e usa seus poderes para ver a ganância dele. O'Reilly tenta se aproximar de Connors fingindo estar fora da lei. Depois de uma noite com Evita, Tyrone descobre que Duane está trabalhando com Connors para distribuir drogas, apesar de saber que ele matou Billy. Tandy conhece Mina Hess, filha do colega de Nathan, Ivan.                                                                 |              |                                                 |                       |                                                                           |                     |                     |
| 6 | 6            | "Funhouse Mirrors" "(Ilusões)" (BR)             | Jennifer Phang        | J. Holtham & Jenny Klein                                                  | 5 de julho de 2018  | 0.499               |
| Evita e Tia Chantelle começam a estudar Tyrone, acreditando que ele é parte de um "Par Divino" e que ele ou Tandy terão que morrer para salvar Nova Orleães. Tyrone tenta trabalhar para Duane, enquanto Tandy se torna uma estagiária para Mina. Por sugestão de Tandy, Tyrone rouba uma bolsa de drogas que Duane está distribuindo e a devolve para ganhar a confiança de Duane. Duane então concorda em envolver Tyrone no negócio, e o leva para se encontrar com Connors, que chega sob o pretexto de uma apreensão de drogas. Connors está emparelhado com O'Reilly, mas é capaz de pará-la. Connors confronta Duane sobre a bolsa de drogas sendo roubada, e configura uma situação na qual O'Reilly é forçada a atirar e matar Duane. Isso é testemunhado por Tyrone, que Connors vê antes de escapar. Tandy aprende sobre Ivan e Nathan através de Mina, mas Mina percebe quem é Tandy e sai. Tandy descobre que Ivan está em um estado catatônico desde a explosão da plataforma, mas não consegue enxergar dentro mente da mente dele. Mina perdoa Tandy depois. De volta à igreja, Tandy encontra um Tyrone de luto.                                  |              |                                                 |                       |                                                                           |                     |                     |
| 7 | 7            | "Lotus Eaters" "(Comedores de Lótus)" (BR)      | Paul Edwards          | Joe Pokaski & Peter Calloway                                              | 12 de julho de 2018 | 0.538               |
| Tandy pede a Tyrone para ajudá-la a entrar na mente de Ivan. Juntos, eles são capazes de encontrá-lo revivendo os momentos finais da explosão da plataforma repetidas vezes. Ele é uma pessoa passiva, já que não consegue se lembrar quanto tempo passou, nem pode se lembrar de seu nome ou de Mina. Os outros funcionários da plataforma tinham sido infectados pela estranha energia que a Roxxon estava procurando, e aparecem nas memórias de Ivan como assassinos psicopatas. Ivan acredita que a explosão pode ser interrompida a partir do núcleo, mas foi incapaz de fazer isso na vida real e ainda não teve sucesso em suas tentativas desde então. Tyrone é capaz de fazer isso com seus poderes, mas não funciona por ser a mente de Ivan. Tandy descobre que seu pai Nathan ligou para Ivan momentos antes da explosão e aproveita a oportunidade para conversar com ele em cada loop. Tyrone a convence de que não é realmente o pai dela, e eles ajudam Ivan a alcançar o núcleo depois de lembrá-lo de Mina. Ivan desperta sem memória de Tandy ou Tyrone, e se reúne com Mina. Tandy e Tyrone depois ouvem uma gravação de Billy juntos.        |              |                                                 |                       |                                                                           |                     |                     |
| 8 | 8            | "Ghost Stories" "(Histórias de Fantasmas)" (BR) | Alex Garcia Lopez     | Christine Boylan & Jenny Klein                                            | 19 de julho de 2018 | 0.401               |
| Ivan diz a Tandy que Nathan escondeu provas para limpar seus nomes em um cofre. É o aniversário de oito anos da explosão da plataforma, e ela planeja recordar de seu pai com Melissa mais tarde. Primeiro, ela visita Tyrone e sua família que estão de luto com o aniversário da morte de Billy, e rouba um cartão de acesso para Roxxon de Adina. Ela o usa para entrar na Roxxon e confrontar Scarborough com as provas de Nathan, e ele se oferece para pagá-la por isso. Ela se recusa, querendo limpar o nome do pai. Tyrone completa o manto de Billy e o usa para controlar melhor seus poderes. Isso permite que ele "assombre" Connors, fingindo ser o fantasma de Billy, o que leva ele a confessar o assassinato. O'Reilly prende Connors. Tyrone se junta a Tandy e Melissa para seu memorial, mas quando os três dão as mãos, Tandy e Tyrone entram nas memórias de Melissa e vêem que Nathan era abusivo com ela. Chateada, Tandy aceita o suborno de Scarborough. Para celebrar a prisão de Connors, O'Reilly visita seu namorado Fuchs, mas ela encontra o cadáver dele na geladeira.                                                            |              |                                                 |                       |                                                                           |                     |                     |
| 9 | 9            | "Back Breaker" "(Golpe Baixo)" (BR)             | Jeff Woolnough        | Niceole R. Levy & Peter Calloway                                          | 26 de julho de 2018 | 0.531               |
| Os pais de Tyrone são informados da prisão e suspensão de Connors, mas nenhum deles reage a isso. Tyrone briga na escola, levando a um confronto com o padre Delgado em que Tyrone vê o medo do padre de seu vício em beber e como ele matou uma criança pequena uma vez porque estava dirigindo bebâdo. Depois de descobrir sobre o comportamento abusivo de seu pai, Tandy se torna viciada em roubar as esperanças dos outros, incluindo a de Mina. Ela tenta roubar a esperança de Liam, mas é interrompida por Tyrone. Ela o confronta na escola, onde Evita percebe que Tandy é a outra metade do Par Divino, que a tia Chantelle acredita que será necessária em breve devido à perfuração da Roxxon. Bebendo enquanto de luto por Fuchs, O'Reilly ataca Connors, mas ele bate nela na frente de seus colegas. Tandy descobre que Liam roubou o dinheiro que ela ganhou de Scarborough, e então encontra Melissa sendo segurada com uma arma pela assassina de Greg. Adina diz a Tyrone que ela só quer protegê-lo da polícia, mas agora ele é enquadrado pelo assassinato de Fuchs. Mina vê um vazamento de energia infectar dois trabalhadores da Roxxon. |              |                                                 |                       |                                                                           |                     |                     |
| 10 | 10           | "Colony Collapse" "(Cidade em Colapso)" (BR)    | Wayne Yip             | Joe Pokaski                                                               | 2 de agosto de 2018 | 0.423               |
| Tandy salva Melissa e Mina, com a última ajudando a confrontar Scarborough. Ele revela onde está o núcleo do sistema de toda a cidade e Tandy deixa sua mente presa em um estado semelhante a que Ivan estava. Tyrone e O'Reilly são presos, mas a infecção se espalha para a delegacia e os policiais começam a brigar entre si. Tyrone se teleporta para Tandy a tempo de parar uma Mina infectada, antes que os dois sejam informados do destino deles como o Par Divino por Evita. O'Reilly ajuda a afastar civis infectados para que Tandy e Tyrone possam chegar ao núcleo, mas é baleada e aparentemente morta por Connors. O corpo dela é exposto à energia antes dele empurrá-la no oceano. Connors é então absorvido pela Darkforce emitida pelo manto de Tyrone. Dentro do núcleo, Tandy e Tyrone são capazes de absorver a energia que vaza e lançá-la com segurança no céu, salvando a cidade e curando todos os infectados. Roxxon é culpada pela crise. Tandy volta para junto de Melissa enquanto Tyrone se muda para a igreja, pois ainda é procurado pela polícia. O'Reilly depois sai da água.                                                  |              |                                                 |                       |                                                                           |                     |                     |

## Elenco e personagens
| - Olivia Holt como Tandy Bowen / Adaga - Aubrey Joseph como Tyrone Johnson / Manto - Gloria Reuben como Adina Johnson - Andrea Roth como Melissa Bowen - J.D. Evermore como Connors - Miles Mussenden como Otis Johnson - Carl Lundstedt como Liam Walsh - Emma Lahana como Brigid O'Reilly - Jaime Zevallos como Delgado | - Noëlle Renée Bercy como Evita Fusilier - Wayne Péré como Peter Scarborough - Lane Miller como Fuchs - Angela Davis como Chantelle - Ally Maki como Mina Hess - Tim Kang como Ivan Hess |

## Produção

### Desenvolvimento
Em abril de 2016, a série recebeu uma ordem de produção pela Freeform, sendo co-produzida pela ABC Signature Studios e Marvel Television, com a busca de um showrunner em andamento. A ordem consistiu de 10 episódios. Em agosto de 2016, Joe Pokaski tinha asssinado para a série como showrunner e produtor executivo, com Jeph Loeb e Jim Chory também servindo como produtores executivos. Alan Fine, Stan Lee, Joe Quesada e Karim Zreik também atuam como produtores executivos, enquanto Jenny Klein produz a série. Ao estabelecer a "aparência da série", Pokaski "queria algo que parecesse íntimo e incerto", algo que ele esperava que o diretor do piloto transmitisse. Gina Prince-Bythewood estava no topo da lista de Pokaski, porque ele tinha assistido recentemente Beyond the Lights, que foi dirigido por Prince-Bythwood, e sentiu que o filme tinha um estilo similar que se encaixava em sua visão para a série. Prince-Bythwood leu o roteiro, esperando odiá-lo, mas acabou ficando surpresa com ele, sentindo que era "uma história sobre dois indivíduos confusos se encontrando". Ela foi contratada, e Pokaski a creditou por "muito do nosso visual e sensação, muitas de nossas performances — até mesmo deixando Aubrey e Olivia confortáveis e atuando de uma forma que se sente real".

### Escrita
Cloak & Dagger começou a ser escrita no final de agosto de 2016, com Pokaski reescrevendo seu roteiro inicial em novembro. Olivia Holt sentiu que a série explora "a história do que uma jovem branca está passando em 2018 e o que um jovem negro está passando em 2018. Nós vemos esses personagens se desdobrando nas formas mais complexas". Pokaski criou uma "bíblia" de 80 páginas para a primeira temporada, sentindo que ele seguiu boa parte dela, enquanto ainda permitia a si mesmo e aos roteiristas a habilidade de se desviar dela se surgissem melhores pontos de história. Pokaski estava satisfeito com a diversidade dos roteiristas da série, pois eles poderiam "representar coisas que eu não entendo". Com uma maioria de roteiristas negros, eles poderiam "realmente falar sobre assuntos" como "a história de dois jovens negros (Tyrone e Duane), dirigindo por Nova Orleães e falando sobre a realidade deles e como a justiça é para as outras pessoas", enquanto as roteiristas femininas "realmente mantêm [Pokaski] honesto sobre como empurrar o envelope e contar a história de uma jovem que é super-heroína".
Pokaski falou sobre as diferenças na história de origem de Manto e Adaga dos quadrinhos, dizendo: "Eu acho que as histórias originais foram fantásticas, mas na época, enquanto elas eram um pouco progressivas, elas eram um pouco sexistas e racistas. O que tentamos fazer foi desconstruí-la e fazê-la sobre Tandy e Tyrone, entender quem eles eram", para contar "a história certa agora". No entanto, Pokaski sentiu que "há uma nobreza para o fato de que [os escritores dos quadrinhos originais] escreveram [os quadrinhos] para mostrar que havia crianças sem teto e pessoas usando drogas e coisas assim. Há algumas coisas diferentes que estamos tentando acender uma luz com a nossa série, mas estamos no mesmo espírito esperançoso." Ele também sentiu que a ideia de Loeb de ter a dupla em Nova Orleães, em vez de Nova York como nos quadrinhos, foi uma "grande ideia". Para pesquisar Nova Orleães, Pokaski contou com livros, consultores e alguns dos roteiristas da temporada. Por exemplo, Marcus Guillory "foi uma fonte de informação, não só da música e da comida, mas do vodu e dos índios do Mardi Gras", enquanto Niceole R. Levy "cresceu com muitos parentes em Nova Orleães, então ela tinha estado muito lá". Os vários aspectos do vodu inspiraram a mitologia do "Par Divino" introduzida na temporada. Ao pesquisar sobre vodu, que tem "aspectos religiosos retirados da África e do Caribe para a América e escondidos sob um auspício cristão e católico", os roteiristas aprenderam que a religião tem uma dualidade para isso. Pokaski explicou: "Se você olhar um pouco de Loá no Vodu, há alguns pares como Barão Samedi ser uma lenda para se casar com Mãe Brigite. Há todos esses pares que você encontra dentro. Em todos os pontos foi fascinante aprender e parecia que isso estava destinado a se tornar parte da mitologia de Cloak & Dagger."
Embora Manto e Adaga seja um casal nos quadrinhos, Pokaski não queria apressar o relacionamento romântico entre a dupla, insistindo que a temporada é "mais sobre encontrar seu melhor amigo ... essa série é sobre 'Há exatamente uma pessoa que me entende'". Estruturalmente para a série, Pokaski sentiu que os primeiros quatro episódios foram o primeiro ato da série, onde os espectadores entendem Tandy e Tyrone individualmente, os próximos três "são sobre eles se unindo de forma abrangente, não apenas como um time, mas como melhores amigos", antes de concluir com os três últimos episódios.
"Lotus Eaters", o episódio que usa o conceito de time loop, foi concebido como um episódio de "partida especial", similar aos que ocorreram em Buffy the Vampire Slayer. Pokaski e Peter Calloway, os roteiristas do episódio, "começaram a comentar sobre uma ideia de Groundhog Day conhece Deepwater Horizon, além da ideia de um homem preso em seu próprio cérebro". Tendo Tandy conversando com seu pai no telefone "permitiu que ela expusesse o quão solitária ela era e o quanto sentia falta do pai dela", enquanto o episódio tinha Tyrone "abraçando-a e sendo positivo para ela e ajudando ela a sair da situação".

### Escolha do elenco

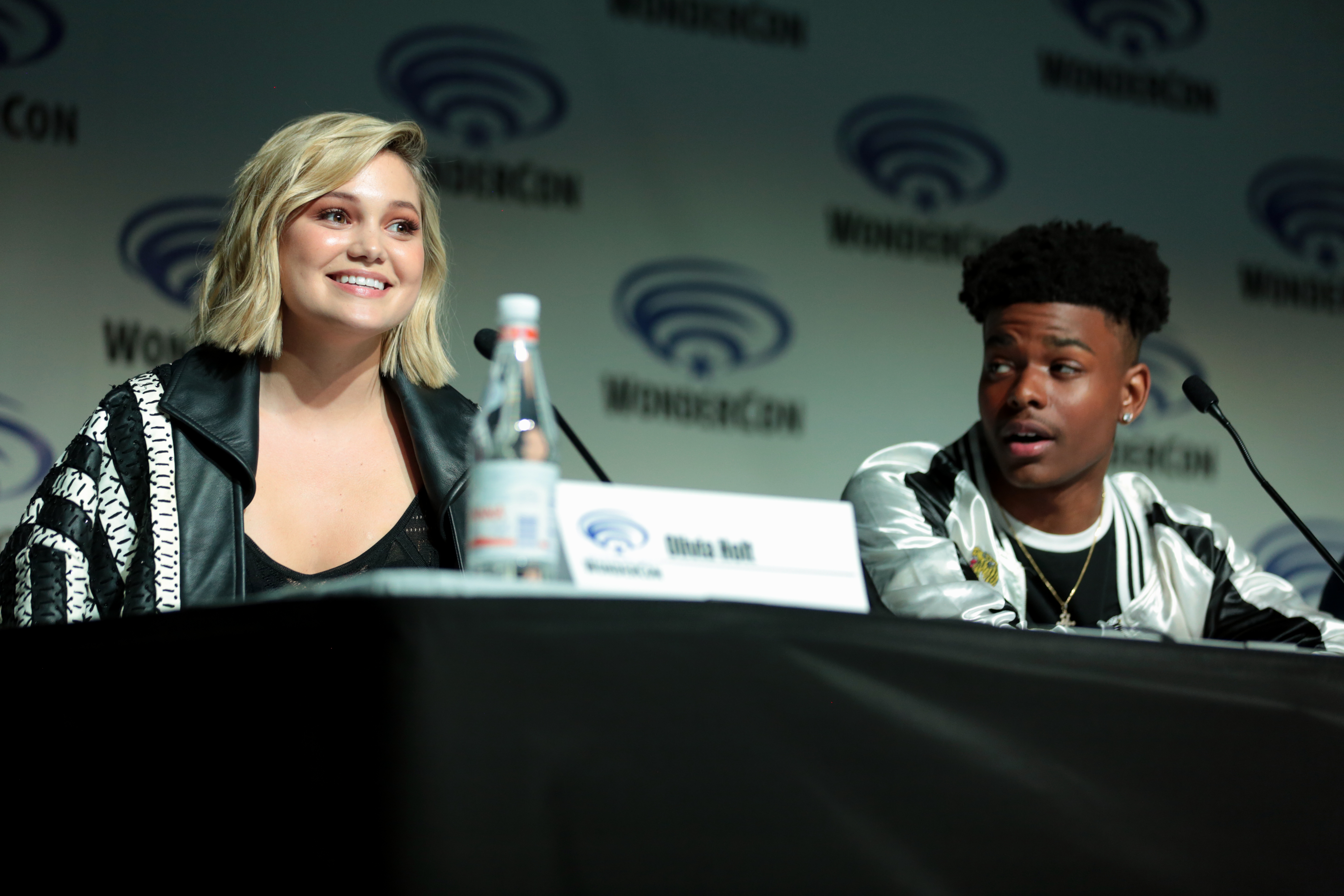
Olivia Holt e Aubrey Joseph promovendo Cloak & Dagger na WonderCon 2018

Em janeiro de 2017, foi anunciado que Olivia Holt e Aubrey Joseph haviam sido escalados como Tandy Bowen / Adaga e Tyrone Johnson / Manto, respectivamente. Gina Prince-Bythewood, a diretora do primeiro episódio, chamou o processo de escalação de "muito, muito difícil ... faltavam poucos dias antes do início das filmagens e não tínhamos encontrado atores para Tandy e Tyrone. Pessoas começaram a ficar dispostas para os papeis, mas as pessoas que estavam na mesa tinham 27, 28 anos. Elas eram crescidas e isso não parecia certo para a série. Então Aubrey e Olivia entraram pela porta, e eles tiveram ótimos testes." Rachel Ryals e Maceo Smedley III interpretam Tandy e Tyrone crianças, respectivamente.
Gloria Reuben e Miles Mussenden foram escalados como os pais de Tyrone, Adina e Otis Johnson; Andrea Roth foi escalada como Melissa Bowen, a mãe de Tandy; J.D. Evermore, Carl Lundstedt, Emma Lahana e Jaime Zevallos foram escalados como Connors, Liam Walsh, Brigid O'Reilly e Delgado, respectivamente.
Noëlle Renée Bercy é recorrente na temporada como Evita Fusilier, juntamente com Wayne Péré como Peter Scarborough, Lane Miller como Fuchs, Angela Davis como Chantelle, Ally Maki como Mina Hess e Tim Kang como Ivan Hess. Outros atores convidados incluem Marqus Clae como Billy Johnson, Mike Donovan como Rick Cotton, Dalon J. Holland como Duane Porter, Andy Dylan como Nathan Bowen, Gary Weeks como Greg Pressfield, Dalton E. Gray como Benny, Luray Cooper como Roland Duplantier, Gralen Banks como Choo Choo Broussard e Vanessa Motta como Ashlie. James Saito também foi anunciado para aparecer na série como Bernard Sanjo, descrito como um amigo incomum de Tyrone, mas no final ele não apareceu na série. Stan Lee faz uma aparição cameo através de uma pintura. Um cameo alternativo considerado foi ter uma cabeça de Mardi Gras de Lee, em papel machê, aparecendo no último episódio durante o confronto no armazém do Mardi Gras.

### Filmagens
Em dezembro de 2016, a Disney concebeu gastar US$ 11,2 milhões, de um orçamento total de US$ 42 milhões para a temporada, em Louisiana, durante um período de filmagem de 86 dias. As filmagens da série começaram em 8 de fevereiro de 2017 em Nova Orleães, sob o título de produção Shadows. As filmagens do episódio piloto terminaram em 24 de fevereiro de 2017. As filmagens do restante da primeira temporada retomaram em Nova Orleães em 24 de julho. A igreja abandonada onde Tandy mora foi filmada em uma igreja real que estava sendo reformada durante o piloto. No momento em que as filmagens da temporada foram retomadas, a reforma tinha progredido e a série não podia mais filmar no local, então a designer de produção Meghan Rogers reconstruiu o cenário em um estúdio a partir de dimensões e fotos tiradas da igreja.
As filmagens foram encerradas em 2 de novembro de 2017. A temporada apresenta muitas cenas feitas com câmera na mão.

### Música
Mark Isham anunciou em maio de 2017 que iria compor músicas para a série, tendo anteriormente colaborado com a diretora da estreia da série, Gina Prince-Bythewood, nos filmes A Vida Secreta das Abelhas e Beyond the Lights. Isham descreveu a série como "extremamente dirigida por personagens" e focada nas infâncias difíceis dos personagens-título, então sua trilha é "sombria, mas também jovem o suficiente para acompanhar os protagonistas adolescentes." Isham também mencionou "um estilo jazzístico de Nova Orleães." Um álbum com a trilha de Isham foi lançado digitalmente pela Marvel Music e pela Hollywood Records em 6 de julho de 2018.
| Cloak & Dagger (Original Score) |                        |         |  |
| N.º                             | Título                 | Duração |  |
| 1.                              | "Before and After"     | 1:31    |  |
| 2.                              | "Waiting"              | 2:16    |  |
| 3.                              | "Disasters"            | 3:45    |  |
| 4.                              | "Tandy’s House"        | 2:12    |  |
| 5.                              | "Touch or Not Touch"   | 2:15    |  |
| 6.                              | "Newfound Powers"      | 4:09    |  |
| 7.                              | "There Is No We"       | 1:56    |  |
| 8.                              | "Marie Laveau"         | 1:35    |  |
| 9.                              | "Face This"            | 1:59    |  |
| 10.                             | "Money Trawl"          | 1:25    |  |
| 11.                             | "Remembering"          | 2:06    |  |
| 12.                             | "Cloak"                | 3:37    |  |
| 13.                             | "Telltale Heart"       |         |  |
| 14.                             | "Check Your Privilege" | 1:52    |  |
| 15.                             | "Tandy Talks"          | 3:10    |  |
| 16.                             | "Breakdown"            | 1:00    |  |
| 17.                             | "Suicide"              | 1:30    |  |
| 18.                             | Sem título             | 4:05    |  |
| 19.                             | "Eight Years Ago"      | 2:16    |  |
| 20.                             | "Darkness"             | 3:20    |  |
| 21.                             | "Hopes"                | 1:31    |  |
| 22.                             | "What About the Kids"  | 1:57    |  |
| 23.                             | "Call to Action"       | 3:03    |  |
| 24.                             | "One Lives, One Dies"  | 3:08    |  |
| 25.                             | "Hoodie"               | 2:21    |  |

Adicionalmente, várias músicas são apresentadas ao longo da série. Algumas delas foram coletadas e lançadas em um álbum de trilha sonora digital em 8 de junho de 2018, pela Marvel Music e pela Hollywood Records. O lançamento inclui o cover da estrela da série Olivia Holt da música "Come Sail Away".
| Cloak & Dagger (Original Television Series Soundtrack) |                       |                        |         |  |
| N.º                                                    | Título                | Artista(s)             | Duração |  |
| 1.                                                     | "Come Sail Away"      | Olivia Holt            | 5:38    |  |
| 2.                                                     | "Arise"               | The Siege              | 2:11    |  |
| 3.                                                     | "Leave the Light On"  | Overcoats              | 3:18    |  |
| 4.                                                     | "Trigger"             | Ruelle                 | 3:15    |  |
| 5.                                                     | "Quiet"               | MILCK                  | 3:22    |  |
| 6.                                                     | "Get What I Came For" | The Phantoms           | 2:50    |  |
| 7.                                                     | "Run Wild"            | Thutmose & NoMBe       | 2:41    |  |
| 8.                                                     | "To The Grave"        | Bea Miller & Mike Stud | 3:56    |  |
| 9.                                                     | "Home"                | morgxn                 | 3:35    |  |
| 10.                                                    | "It’s a Crying Shame" | The Roues Brothers     | 2:23    |  |
| 11.                                                    | "Harlem"              | The Cathedrals         | 4:05    |  |
| 12.                                                    | "Ending"              | Isak Danielson         | 4:10    |  |

### Conexões com o Universo Cinematográfico Marvel
A Roxxon Gulf, uma divisão da empresa Roxxon Corporation que foi apresentada em todo o MCU, é vista na série. A dimensão Darkforce, que alimenta os poderes do Manto, foi anteriormente estabelecida em Agents of S.H.I.E.L.D. e Agent Carter. O'Reilly menciona ter anteriormente trabalhado no Harlem e sua amiga Misty Knight,  enquanto sua mudança para Nova Orleães foi mencionada por seus ex-colegas de trabalho de Nova York na segunda temporada de Luke Cage. Loeb comentou que as referências de Luke Cage não foram "por acaso", com a possibilidade para elas se tornarem algo mais no futuro. A série também faz referência a Tony Stark e Danny Rand.

## Lançamento

### Transmissão
A temporada, que possui 10 episódios, foi exibida pela Freeform de 7 de junho a 2 de agosto de 2018. A série foi originalmente planejada para estrear em 2017, quando foi encomendada pela primeira vez.

### Marketing

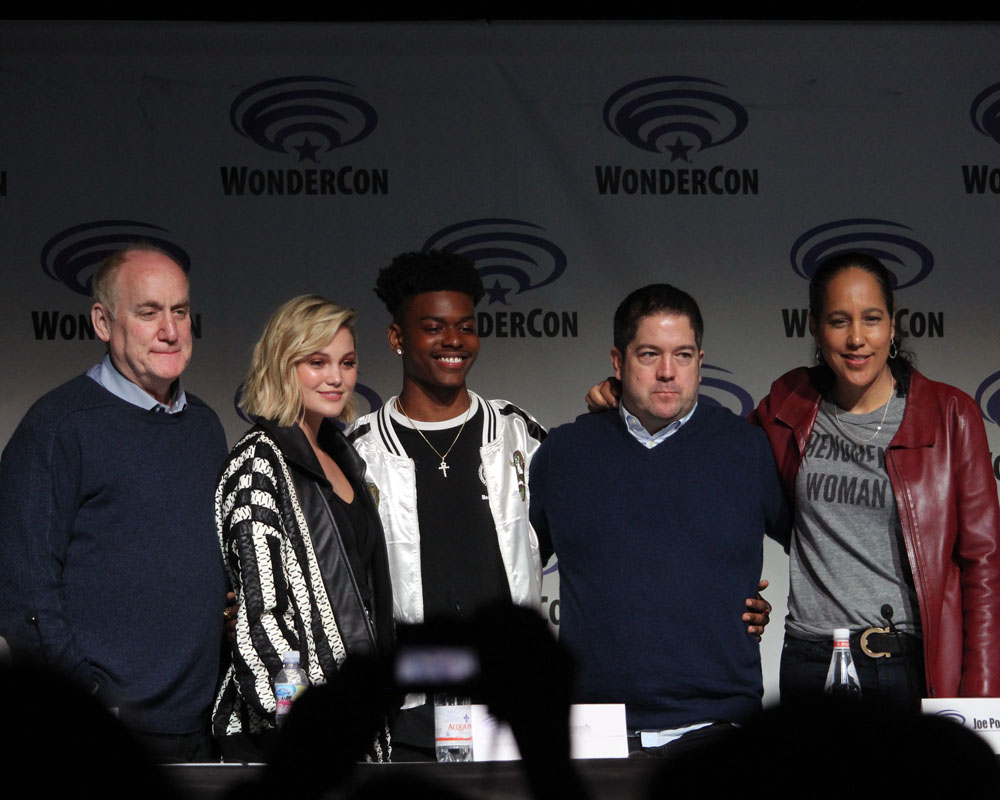
Loeb, Holt, Joseph, Pokaski e Prince-Bythewood promovendo Cloak & Dagger na WonderCon 2018.

O primeiro trailer da série foi lançado em 19 de abril de 2017, à frente da apresentação do Upfront 2017 da Freeform.
Rob Cave do Comic Book Resources disse que a série ser situada em Nova Orleães "dá ao público um vislumbre de parte do Universo Marvel, e da América, que é visto na tela com muito menos frequência do que os reinos míticos de Asgard, as cidades de ficção científica de Xandar Prime ou as metrópoles mais expostas de Nova York e Los Angeles. Essa mudança também dá a história de Cloak & Dagger seu próprio espaço, longe da confusão e do clamor das multidões de super-heróis já estabelecidos em todo o MCU."
Em agosto de 2017, clipes exclusivos da série foram exibidos no Edinburgh International Television Festival. A série fez parte da "zona de ativação" da Freeform na New York Comic Con 2017. Holt, Joseph, Pokaski e Prince-Bythewood apareceram no South by Southwest 2018 em 11 de março na Central Presbyterian Church em Austin, Texas, bem como na WonderCon 2018 em 23 de março, para discutir a série e exibir o primeiro episódio. Um trailer foi lançado em 20 de março de 2018.
Holt, Joseph, Lahana, Maki, Pokaski e Loeb apareceram na San Diego Comic-Con 2018 para promover a série e apresentar um trailer para os dois últimos episódios da primeira temporada. A série também teve duas ativações interativas diferentes no "The Experience" no Petco Park, incluindo uma experiência de bungee que impulsiona os participantes para trás, replicando a força do poder de Tandy e Tyrone quando eles interagem, e uma estação centrada na Roxxon, onde os participantes podem criar um distintivo dando-lhes acesso aos prémios do PlayStation Vue e da Freeform.

## Recepção

### Índice de audiência
| №  | Título              | Exibição original   | Rating/share (18–49) | Audiência (em milhões) | DVR (18–49)    | Audiência em DVR (milhões) | Total (18–49)  | Audiência total (em milhões) |
| -- | ------------------- | ------------------- | -------------------- | ---------------------- | -------------- | -------------------------- | -------------- | ---------------------------- |
| 1  | "First Light"       | 7 de junho de 2018  | 0.3                  | 0.919                  | 0.3            | 0.831                      | 0.6            | 1.751                        |
| 2  | "Suicide Sprints"   | 7 de junho de 2018  | 0.3                  | 0.750                  | 0.3            | 0.727                      | 0.6            | 1.478                        |
| 3  | "Stained Glass"     | 14 de junho de 2018 | 0.2                  | 0.548                  | N/A            | N/A                        | N/A            | N/A                          |
| 4  | "Call/Response"     | 21 de junho de 2018 | 0.2                  | 0.606                  | 0.3            | 0.729                      | 0.5            | 1.335                        |
| 5  | "Princeton Offense" | 28 de junho de 2018 | 0.2                  | 0.509                  | N/A            | N/A                        | N/A            | N/A                          |
| 6  | "Funhouse Mirrors"  | 5 de julho de 2018  | 0.2                  | 0.499                  | N/A            | N/A                        | N/A            | N/A                          |
| 7  | "Lotus Eaters"      | 12 de julho de 2018 | 0.2                  | 0.538                  | 0.2            | 0.553                      | 0.4            | 1.092                        |
| 8  | "Ghost Stories"     | 19 de julho de 2018 | 0.2                  | 0.401                  | 0.2            | 0.607                      | 0.4            | 1.008                        |
| 9  | "Back Breaker"      | 26 de julho de 2018 | 0.2                  | 0.531                  | 0.2            | 0.648                      | 0.4            | 1.179                        |
| 10 | "Colony Collapse"   | 2 de agosto de 2018 | 0.2                  | 0.423                  | por determinar | por determinar             | por determinar | por determinar               |

Depois de três dias, "First Light" teve 1,64 milhão de telespectadores, o que representou um aumento de 78% em relação aos espectadores iniciais, o maior aumento de três dias para qualquer lançamento na Freeform. Foi também o melhor lançamento de série na Freeform em dois anos e o drama mais assistido da Freeform desde "Till Death Do Us Part", o final da série Pretty Little Liars em junho de 2017. "First Light" também teve a maior estreia digital de todos os tempos da rede, com 716.000 visualizações. A estreia atraiu 7,3 milhões de visualizações em plataformas lineares e digitais e foi a série mais comentada com 112 mil menções no Twitter, Instagram, Facebook e Tumblr.

### Recepção da crítica
O site agregador de críticas Rotten Tomatoes relatou um índice de aprovação de 91% com uma nota média de 7.77/10 com base em 43 análises. O consenso crítico do site diz: "Cloak & Dagger mistura drama soap com grão de super-herói para criar uma adição emocionante e surpreendentemente pensativa ao gênero — mesmo que seja vítima a uma certa quantidade de inchaço narrativo". Metacritic, que usa um média ponderada, atribuiu uma pontuação de 68 em 100 com base em comentários de 15 críticos, indicando "geralmente avaliações favoráveis".
As primeiras reações ao primeiro episódio em sua exibição no South by Southwest 2018 foram amplamente positivas, com elogios às performances de Joseph e Holt. Alex McLevy do The A.V. Club observou que a exibição estreou "com aplausos estridentes", e sentiu que "A série definitivamente parece boa. Tem alguns problemas reais em outras áreas, mas os protagonistas carismáticos são a verdadeira descoberta, e se a série for bem sucedida, será em grande parte parte devido ao trabalho que eles fazem". Ele acrescentou que houve grandes mudanças das histórias em quadrinhos, incluindo a mudança dos personagens de Nova York para Nova Orleães e a adição de "pais, vidas caseiras e todos os tipos de histórias retrospectivas" para servir à estrutura narrativa de TV de longa duração." Meredith Borders do /Film  deu ao primeiro episódio um 9 de 10, chamando o episódio de "entre o escalão superior da Marvel Television .... [fazendo] isso com estilo e poderosa narrativa" e sentiu que foi "novo em todos os sentidos". Borders disse que os protagonistas "têm uma tremenda química na tela" em que ela se tornou "profundamente investida". Ela também chamou o visual da temporada de "muito mais rico e texturizado" do que muitas outras séries de super-heróis, sentiu que os poderes dos protagonistas foram mostrados "de uma forma visualmente orgânica", e elogiou a trilha de Isham. Borders também notou a forte divergência do material fonte dos quadrinhos, mas sentiu que "o espírito dos personagens permanece absolutamente o mesmo".
Em sua resenha dos quatro primeiros episódios, Daniel Fienberg do The Hollywood Reporter disse que "ele se divertiu bastante graças as introduções sólidas para o lado humano de seus personagens, uma estrutura muitas vezes inovadora, bom uso de seu cenário de Nova Orleães e alguns momentos de verdadeira inteligência. Se, em alguns níveis, Cloak & Dagger é estranhamente lenta, há muitas coisas acontecendo nesses primeiros episódios, algumas delas são divertidas." Revisando os dois primeiros episódios, Joi Childs da IGN avaliou os episódios com 8.5 de 10, notando: "Combatendo uma variedade de assuntos relacionáveis enquanto abraça a emoção de descobrir novos poderes, Cloak & Dagger oferece uma estreia emocionalmente honesta e surpreendentemente ressonante. O ritmo pode parecer um pouco mais lento do que se poderia esperar ou querer de um série de TV de super-heróis, mas graças ao drama, efeitos, mistério e química entre os principais protagonistas, a estreia cria uma base sólida para a mais nova série da Marvel." Merrill Barr da Forbes escreveu: "Sem dúvida, pode-se dizer que Cloak & Dagger se encaixa nas mãos do público pelo qual ela joga. Esta é uma das séries mais sombrias e melancólicas do YA ... Infelizmente, a série sofre do problema que muitas séries desse tipo fazem: leva muito mais tempo do que deveria mergulhar fundo na carne de sua história." Em comparação com outras séries da Marvel Television, Barr sentiu que Cloak & Dagger "existe em algum lugar entre a natureza alegre e ampla de Agents of S.H.I.E.L.D. e os tons dramáticos muito maduros de qualquer série da Netflix". Abraham Riesman do Vulture elogiou a "vontade da Marvel Television de resumir um conceito de super-herói aos elementos que funcionam melhor e, além disso, ser puramente inventivo."
Para o io9, Charles Pulliam-Moore disse, "Cloak & Dagger não é exatamente uma série para os puristas de revistas em quadrinhos que procuram uma tradução em live-action dos super-heróis que amam, mas isso acaba funcionando a favor [da série], porque não é isso que está tentando ser." Ele criticou o ritmo, um problema comum em muitas das séries da Marvel Television, mas admitiu, enquanto o "momentum dianteiro de cena a cena está faltando ... todas as performances são estelares." Dando à temporada um "B", Darren Franich da Entertainment Weekly foi "pessimista e otimista quanto a Cloak & Dagger", dizendo que espera "que a ponderação franca da série possa energizar sua super-mitologia de barganha." Ele sentiu que a temporada tomou o "esboço áspero" dos quadrinhos "e inteligentemente modernizou ele em direções inesperadas" e ao longo dos primeiros episódios, a locação em Nova Orleães "encontra maneiras inesperadas de enraizar Tyrone e Tandy na cultura local". Franich também criticou o ritmo. Dando aos quatro primeiros episódios 2 de 4 estrelas, Allison Keene do Collider foi mais crítica da temporada. Ela também criticou o ritmo, chamou o roteiro de "instável", desejou que mais fosse feito com o cenário de Nova Orleães, e sentiu que tentar dividir os primeiros episódios entre Johnson e Bowen, resultou em "edições discordantes, enredos imaturos" e personagens laterais rapidamente esquecidos."

### Prêmios
| Ano  | Prêmio             | Categoria             | Indicação      | Resultado | Ref(s) |
| ---- | ------------------ | --------------------- | -------------- | --------- | ------ |
| 2018 | Teen Choice Awards | Choice Summer TV Show | Cloak & Dagger | Indicado  | [ 81 ] |
| 2018 | Teen Choice Awards | Choice Summer TV Star | Olivia Holt    | Venceu    | [ 81 ] |
| 2018 | Teen Choice Awards | Choice Summer TV Star | Aubrey Joseph  | Indicado  | [ 81 ] |